# Бухово
Бу́хово (болг. Бухово) — місто в Міській області Софія Болгарії. Входить до складу общини Столична. Бухово знаходиться на 7,6 км на схід від центру Креміковців та на 8 та 11,5 км на північ від Горішнього Богрова та Долішнього Богрова відповідно.

## Походження назви
Назва міста має турецьке походження: "Бу-хава" і означає приємне, чисте повітря.
Згідно з іншою теорією, назва Бухово походить від «бух» («бухал» — «сова»).

## Географія
Бухово розташоване за 20 км на північний схід від центру Софії та розташоване на південних схилах гори Мургаш, Стара-Планіна.

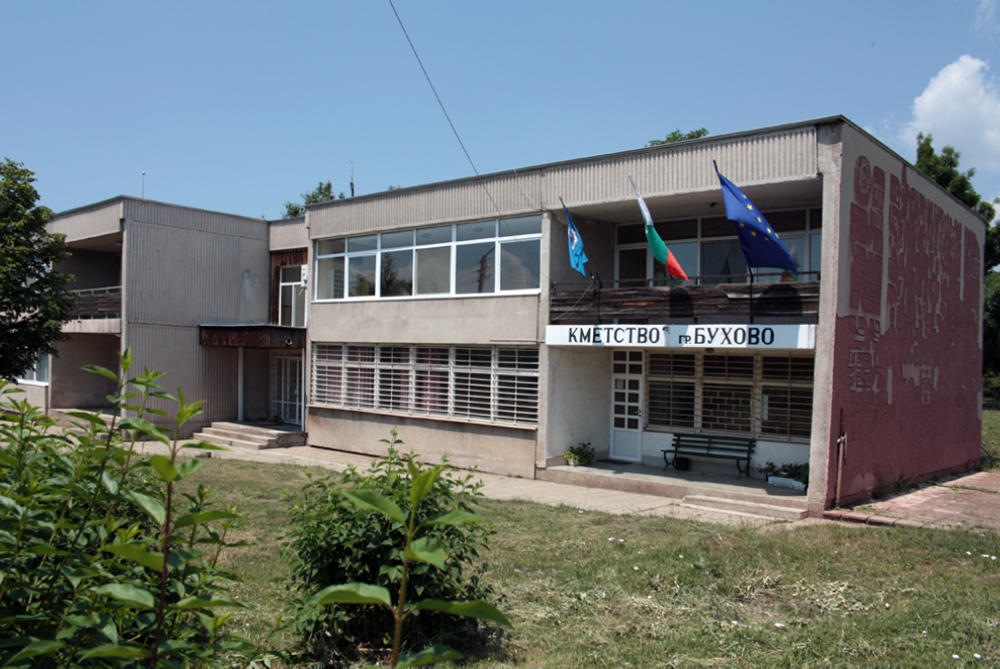
Ратуша Бухово

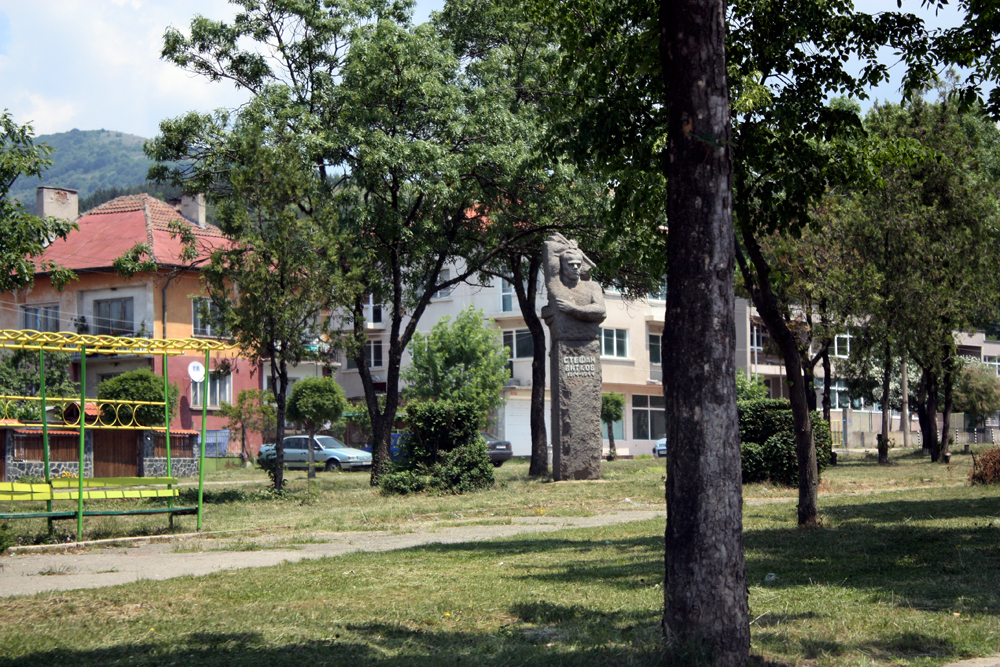
Головна вулиця з алеєю

В доісторичний період — середній та пізній неоліт Бухово знаходилося за 1,5 км на схід від свого теперішнього місця. Залишились докази попередніх мешканців (керамічні залишки, молотки, сокири та шила), за допомогою яких датується ця подія.  На той час населений пункт називався «Урсул».
Під час вторгнення  Риму в 29 р. до н. поселення складалося з сердів.  Вони були волелюбними та войовничими та чинили тривалий опір римлянам.
Згодом ці землі увійшли до складу Візантії у 3 столітті за імператора Костянтина I Великого. Залишки тринефної  церкви кінця IV - початку V століття, однієї з найбільших пізньоантичних церков, знайдені у дворі сьогоднішнього Монастиря Св. Марії Магдалини однієї з найбільших пізньоантичних церковних споруд у країні довжиною 41 метр.
У 6 столітті  та 7 століття південні слов’яни вони оселилися в цьому районі. У 809 вони приєднали територію Бухова до Першої Болгарської імперії. Це відбулося при хані Крумі. Фортеця Градиште, розташована на північ від міста, збереглася з того часу.
Після періоду затишшя Бухово згадується в документах від початку XV століття в османські часи, лише як обліковий запис в описі володінь. На той час були побудовані монастирі «Св. Марії Магдалини» та « Св. Архангела Михаїла», в яких розвивалася духовна та культурна діяльність.
У 1928 збудована церква «Св. Миколая”.
Село було оголошене містом  декретом 1942 Державної Ради Народної Республіки Болгарія від 4 вересня 1974 (Оприлюднений СГ, випуск 72 від 17 вересня 1974 р.).
Щоб нагадувати, що це було село, «Сільський фонтан» залишився «селом». Мешканці миють килими і приходять налити води, як це було колись.

## Видобуток урану
У 1938 за допомогою  Німеччини було розроблене родовище  уран.
Вкрай бідне населення Бухова в минулому ледве заробляло на життя для своїх багатодітних сімей на досить бідній ріллі. Після закінчення Другої світової війни, з розвитком гірничодобувної промисловості, жителі поступово заможніли. На зміну колишнім скотарству приходять видобуток та металургія.
Після закінчення війни совєцько-болгарська гірнича компанія розробляла родовище до 1956, коли була створена Болгарська компанія з рідкісних металів. Вона експлуатувала родовище до 1992, коли видобуток припинився.

## 117 ЗОШ «Св. Св. Кирила і Мефодія»
117 ЗОШ “Св. Св. Кирила та Мефодія» — загальноосвітня школа з природничо-математичним профілем. У школі навчається близько 330 учнів віком від 6 до 18 років, які проживають у містечку Бухово, Сеславиці, селищах району «Кремиковиці» та Софія-град.
Нині школа розміщена у двох корпусах. Один знаходиться в місті Бухово, а інший — в Сеславіцькому районі, оскільки у 2007 школа в Сеславіцькому районі була приєднана до 117 середніх шкіл.
Що стосується якості освіти, у школі працює 28 висококваліфікованих викладачів, більшість з яких — її колишні випускники.
117 ЗОШ “Св. Св. Кирила та Мефодія» має багату та постійно оновлювану матеріальну базу. У школі є 21 добре обладнаний клас, 4 комп’ютерні класи, бібліотека, 1 спортивний зал, 1 кімната для підготовчої групи із Сеславиці, 1 кімната безпеки дорожнього руху, кімната учнівського парламенту, їдальня. Планується відкриття нового спортзалу у місті Бухово.
Поряд з високою якістю освіти, колектив педагогів піклується про гарну атмосферу в школі шляхом різноманітних заходів, спрямованих на вільний час учнів. 117 ЗОШ “Св. Св. Кирила та Мефодія» має великий досвід роботи над проєктами з подібними темами, в організації позакласних заходів, шкільних свят, літніх канікул та навчальних поїздок.
У 117 ЗОШ «Св. Кирила та Мефодія» створені та активно працюють студентські клуби — студентський парламент; вокальний гурток; клуб молоді ; клуб юних пожежників; клуб «Зебра».
Школа успішно співпрацює та взаємодіє з батьками, громадськістю, органами місцевого самоврядування, установами та організаціями.

## Населення
За даними перепису населення 2011 у місті проживали 2744 особи.
Розподіл населення за віком у 2011 році:
Динаміка населення:

## Місцеві пам'ятки
- Церква святого Миколая Болгарської Православної Церкви[11].
- Бухівський стадіон «Міньор»
- Великий тренажерний зал
- Пам'ятник літаку полковника Ніколи Бонєва у дворі читалища «Просвета»
- Бухівський монастир «Св. Марії Магдалини»
- Бухівський монастир «Св. Архангел Михаїл»
- Чудотворна ікона «Достойно єсть» з Афону
- Картинг-траса «Бухово» (колишня)
- Будинок-музей полковника Ніколи Бонєва

## Регулярні заходи
- Щорічні збори в останню неділю червня.
- Святкування Нового року перед Будинком культури Бухово (31 грудня).
- Щоп’ятниці о 16:00 у церкві «Святий Миколай Мірлікійський» перед копією чудотворної афонської ікони «Достойно єсть» святкується Акафіст Пресвятої Богородиці.

## Видатні особистості
- Нікола Ангелов Бонєв — полковник, льотчик (13 грудня 1917 — 14 листопада 1943)